# Copenhagen
Copenhagen (viết theo tên tiếng Anh; phiên âm tiếng Việt: Cô-pen-ha-ghen) hay København (tên gốc tiếng Đan Mạch, phát âm tiếng Đan Mạch: [kʰøb̥m̩ˈhɑʊ̯ˀn]) là thủ đô và là thành phố lớn nhất của Đan Mạch, đồng thời là thành phố lớn thứ nhất trong khu vực Bắc Âu (thành phố lớn thứ hai là thành phố Stockholm - thủ đô của Thuỵ Điển). Copenhagen có 1.153.615 cư dân (2008). Với công trình cầu Oresund nối liền hai quốc gia Đan Mạch-Thụy Điển, Copenhagen đã trở thành trung tâm của vùng đô thị Đan Mạch-Thụy Điển có tên là Oresund. Đây là vùng lớn nhất Scandinavia với dân số trên 3,5 triệu người. Với cương vị thủ đô, Copenhagen là nơi đặt trụ sở của các cơ quan lập pháp, hành pháp và tư pháp trung ương của Đan Mạch.

## Tên gọi
Tên thành phố thời trung cổ là Køpmannæhafn, tiếng Đan Mạch cổ, có nghĩa là Cảng của các nhà buôn, thể hiện tầm quan trọng của các nhà buôn đối với thành phố trong thời điểm đó. Một loạt tên bằng các ngôn ngữ khác dựa theo tên nguyên thủy tiếng Đan Mạch. Ví dụ Kopenhagen trong tiếng Đức và tiếng Hà Lan, Copenhagen trong tiếng Anh, Copenhague trong tiếng Pháp, tiếng Bồ Đào Nha và tiếng Tây Ban Nha, Hafnia trong tiếng Latin, Copenaghen trong tiếng Ý, Köpenhamn trong tiếng Thụy Điển, Koppenhága trong tiếng Hungary, Kööpenhamina trong tiếng Phần Lan, Kopenhaga trong tiếng Ba Lan, Kопенга́ген trong tiếng Nga, Kaupmannahöfn trong tiếng Iceland vv... Người dân tỉnh lẻ - nhất là ở Jutland - đôi khi cũng gọi theo tiếng lóng là Københavnstrup.
Một nguyên tố hóa học được phát hiện tại viện Niels Bohr năm 1923 được đặt tên là hafnium, theo tên tiếng Latin của thành phố.

## Lịch sử
Có một phần di tích từ thời tiền sử là vết tích một nơi cư ngụ bên bờ biển từ thời đại đồ đá mới, được tìm thấy ở khu vực Copenhagen, khi xây dựng Strandpark ở đảo Amager bên Eo biển Oresund. Các gò mộ cổ ở vùng ngoại ô cũng chứng tỏ nơi đây đã có người cư ngụ từ thời đại Viking.
Người ta cho rằng ở khoảng năm 1000, Copenhagen chỉ là 1 thôn nhỏ của các ngư dân, ở vị trí phía bắc Tòa đô chính hiện nay, tại khoảng đường Mikkel Brygger. Tuy nhiên khi đào đường xe điện ngầm, người ta đã tìm thấy dấu vết các cầu tàu ở Gammel Strand (Bãi biển cũ), từ khoảng năm 800. Khi đào hầm để làm nhà ga xe điện ngầm ở Kongens Nytorv người ta lại tìm thêm được vết tích 1 nhà từ thời đại Viking.
Thành phố được nêu với tên "Havn" lần đầu trong các nguồn sử liệu là 1 trận hải chiến giữa Svend Estridsen với vua Na Uy Magnus den Gode năm 1043. Sau đó, trong suốt 120 năm sau, không thấy nhắc tới tên này nữa, điều đó chứng tỏ là Copenhagen thời đó chỉ có tầm quan trọng thứ yếu so với các thành phố khác.
Dường như trong thế kỷ 12, thành phố nổi lên vì nằm ở vị trí giữa các thành phố lớn có nhà thờ chính tòa là thành phố Lund (nam Thụy Điển, thời đó thuộc Đan Mạch) và thành phố Roskilde, do đó là điểm nút giao thông và buôn bán quan trọng giữa 2 thành phố lớn đó. Ở nửa sau thế kỷ 12, thành phố nhỏ tên "Hafn" hoặc "Køpmænnahafn" lại được Saxo Grammaticus nói đến, khi cho biết là khoảng năm 1160, thành phố này được trao cho giám mục Absalon - không biết năm chính xác, vì giấy trao tặng không còn tìm thấy. Tuy nhiên, ở Nha Văn khố quốc gia còn lưu 1 thư xác nhận của giáo hoàng Urban III ký ngày 21.10.1186 (26 năm sau) với phong bì có dấu niêm phong. Khoảng 1167-1171, Absalon xây 1 lâu pháo đài và 1 tường thành. Dường như lâu pháo đài đó nằm trên đảo nhỏ Slotsholmen, chỗ lâu đài Christianborg ngày nay. Cũng dường như chính Absalon đã xây 1 nhà thờ đầu tiên trong thành phố là nhà thờ thánh Clemens.
Ngoài ra, Absalon cũng được trao cho các thành phố khác là Serridslev, Vigerslev, Valby, Brønshøj, Emdrup, Vanløse, Virum, Bagsværd, Rødovre, Tårnby và Nærum (đều ở Zealand). 

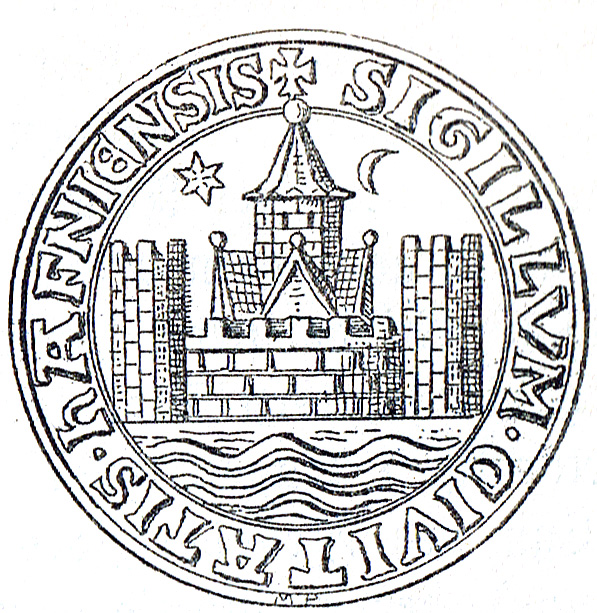
Dấu triện của thành phố năm 1296

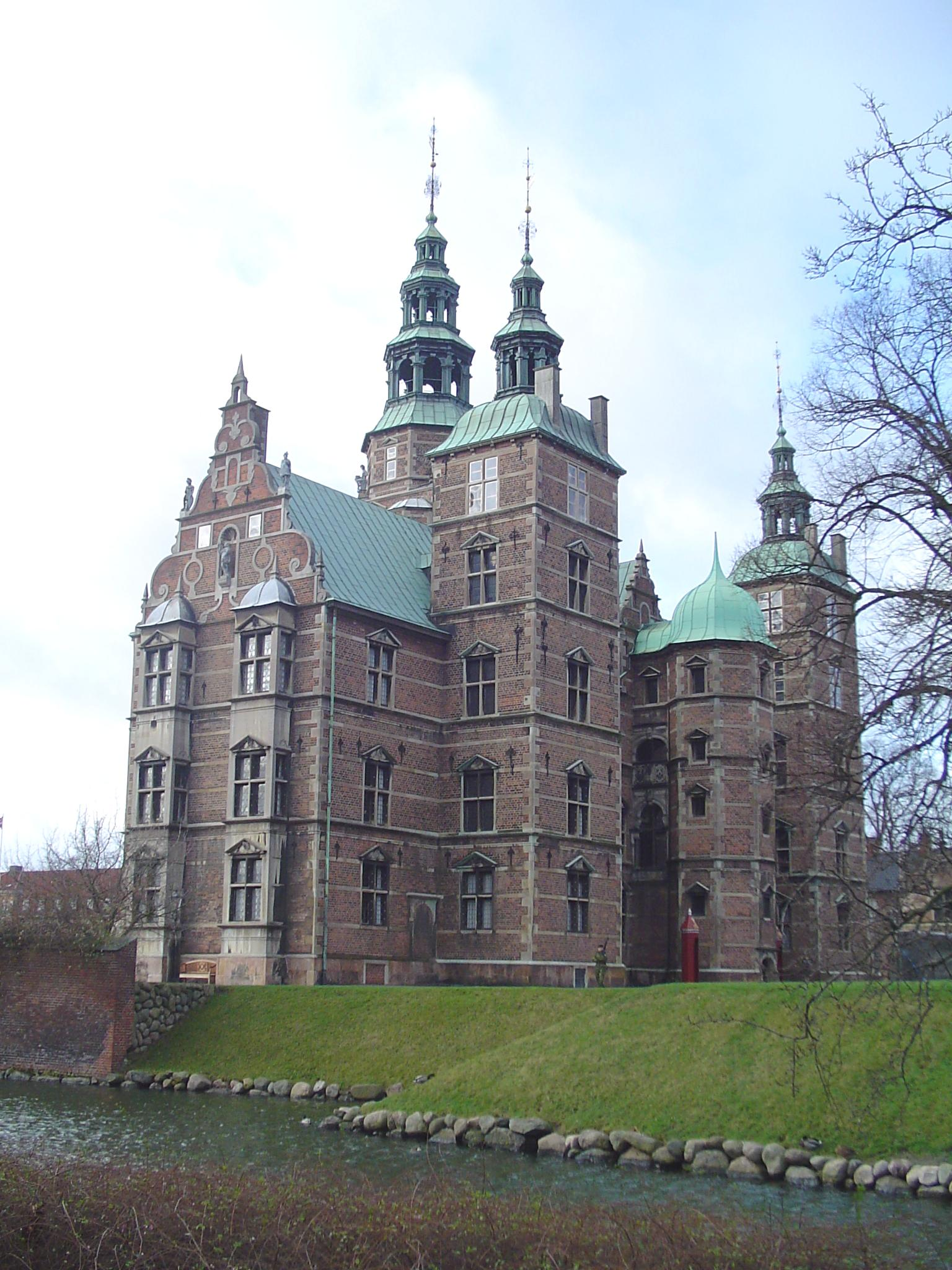
Lâu đài Rosenborg

Thành phố bắt đầu phát triển trong thời kỳ Absalon lãnh đạo, nhất là trong thế kỷ 13, thành phố mở rộng phần lớn giữa quảng trường Kongens Nytorv và quảng trường Tòa đô chính (Rådhuspladsen). Các Nhà thờ Đức Bà, Tu viện dòng Phanxicô, nhà thờ thánh Phêrô, thánh Nicolai đều được xây trong nửa đầu thế kỷ 13. Thế kỷ này là thế kỷ bất ổn trong lịch sử Đan Mạch vì có cuộc tranh chấp gay gắt về quyền làm chủ các thành phố giữa các vua và các giám mục. Năm 1251 giám mục Jacob Erlandsen đã ép vua Abel trao thành phố cho ông ta, và năm 1254 lần đầu tiên ông ta đã cho thành phố này quyền là thành phố lớn. Tuy nhiên chỉ 5 năm sau, năm 1259, thành phố bị hoàng thân Jaromar tấn công chiếm đóng.
Sau đó thành phố dân dần lớn lên trở thành thành phố lớn nhất và quan trọng nhất vương quốc, mặc dù chưa trở thành thủ đô.
Cuộc chiến tranh giữa các thành phố buôn bán Đức với vua Đan Mạch Valdemar Atterdag, khiến cho thành phố bị chiếm và lâu pháo đài bị phá năm 1368. Năm 1419, cuối cùng vua Erik af Pommern đã hoàn toàn nắm thành phố từ tay giáo hội. Từ đó các vua Đan Mạch đều coi Copenhagen là thành phố quan trọng và năm 1443 vua Christoffer III đã biến thành phố thành nơi cư ngụ của nhà vua và gia tộc.
Năm 1479, trường đại học Copenhagen được thành lập.
Dưới thời Cải cách (sang đạo Tin Lành) và trong cuộc nổi dậy của bá tước Christoffer af Oldenburg (1534-36), dân thành phố đứng về phe vua thất trận Christìan II, nhưng được tha, không bị vua mới Christian III trả thù.
Dưới thời vua Christian IV, các tường thành phố cũ dọc theo đường Gothersgade bị phá bỏ, thành phố mở rộng tới khoảng đoạn đường sắt hiện nay giữa Nørreport và Østerport, trong khi các bờ lũy bao quanh thời trung cổ được hiện đại hóa và được mở rộng với các công sự phòng thủ ở khu mới Christianshavn. Từ 1658-1660 dưới thời chiến tranh với Thụy Điển lần I, Copenhagen là khu vực cuối cùng còn ở trong sự kiểm soát của Đan Mạch, mặc dù bị quân Thụy Điển bao vây. Tháng 2/1659, quân Thụy Điển tìm cách tấn công thành phố, nhưng quân và dân thành phố đã giữ vững và quân Thụy Điển tiếp tục bao vây tới ngày 27.5.1660.
Khi vua Frederik III lập chế độ quân chủ chuyên chế năm 1660 thì Copenhagen càng trở nên quan trọng, vì mọi quyết định đối với quốc gia đều xuất phát từ đây. Năm 1664 chiến lũy của thành phố được hoàn tất ở khu Østerport. Năm 1711-1712 Copenhagen bị 1 trận dịch hạch lớn nhất trong lịch sử, giết chết khoảng 20.000 người trong tổng số khoảng 60.000 cư dân. Năm 1728 Copenhagen lại bị 1 trận hỏa hoạn thiêu hủy hơn 1/4 thành phố.
Năm 1748 người ta lập khu Frederiksstaden ở phía bắc quảng trường, sau này dinh Amalienborg được xây ở đây. Nửa sau thế kỷ 18, Copenhagen phát triển nhanh, nhờ lợi dụng việc tranh chấp thương mại giữa Anh và Pháp. Năm 1794, dinh Christiansborg bị cháy và năm 1795 lại 1 trận hỏa hoạn nữa thiêu hủy khu cổ thành. Sau đó hạm đội Đan Mạch bị hạm đội Anh bắt giữ, rồi cuộc bắn phá thành phố của quân Anh năm 1807, khiến cho thành phố hư hại nhiều.

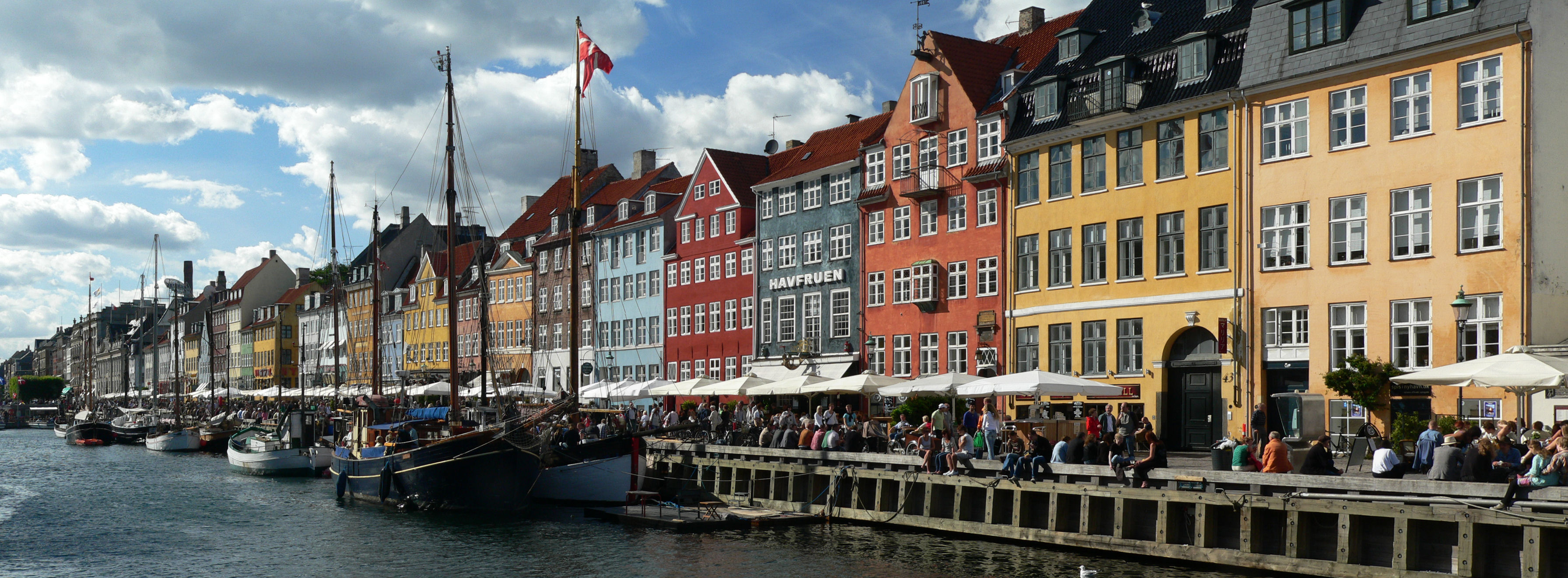
Cảng mới của Copenhagen

Sau một số năm bị khủng hoảng, thành phố lại bắt đầu phát triển nhanh trong thế kỷ 19. Về văn hóa, Copenhagen là cái khung cho thời kỳ vàng son lịch sử của Đan Mạch. Tuy nhiên cái nổi bật nhất là việc kỹ nghệ hóa trong nửa sau thế kỷ 19.
Sau trận dịch tả đáng sợ năm 1853, người ta quyết định phá bỏ các tường thành có tính quân sự cũ và người dân bắt đầu định cư ở vùng bên ngoài các tường thành này, tạo thành các khu mới với cầu nối như Nørrebro (từ 1852), Vesterbro, Østerbro, Amagerbro, Islands Brygge (từ 1905) khiến cho dân số tăng nhanh. Khoảng năm 1800 Copenhagen có khoảng 100.000 dân nhưng đến đầu thế kỷ 20 đã có xấp xỉ 500.000 dân và trở nên thành phố công nghiệp lớn.
Năm 1905, xây Tòa đô chính và năm 1911 xây Nhà ga xe lửa chính.
Sau thế chiến thứ nhất, mọi thứ đều thiếu thốn và nạn thất nghiệp lớn khiến cho các khu dân lao động bất ổn. Sau đó dần dần thành phố mở rộng tới các kkhu ngoại thành, và việc giao thông công cộng cũng mở rộng. Năm 1934 khai trương tuyến đường sắt cho xe điện nội thành và vùng ngoại ô.
Trong thế chiến thứ hai Copenhagen cũng như toàn Đan Mạch bị quân Đức quốc xã chiếm đóng tới khi kết thúc chiến tranh, ngày 5.5.1945. Nhiều nhà bị phá - hoặc do du kích phá hoại hoặc do quân Đồng Minh ném bom - trong đó có thể kể đến Shellhuset, đại bản doanh của Gestapo (bị bom của Anh phá ngày 21.3.1945). Trong cuộc ném bom này, Den Franske Skole (trường Pháp) ở Frederiksberg cũng không may bị trúng bom, giết chết nhiều học sinh. Nhiều nhà máy kỹ nghệ cũng bị quân kháng chiến Đan Mạch cho nổ tung.
Sau chiến tranh, thành phố gia tăng nhiều xe hơi, khiến nảy sinh kế hoạch phát triển thành phố theo dạng 5 ngón tay xòe ra từ mạng lưới xe điện nội ngoại thành. Một số nkhu ngoại thành đã nhanh chóng mọc lên. Sau năm 1990 Copenhagen bắt đầu phát triển nhanh hơn nữa với hệ thống xe điện ngầm, khu thể thao - văn hóa hiện đại Parken và cả các khu thành phố hoàn toàn mới (Ørestad, Islands Brygge, Teglholmen) gần ngay khu trung tâm.
Nhất là sau khi xây xong Cầu Oresund và Copenhagen trở thành trung tâm vùng Oresund thì thành phố là một trong các nơi có giá sinh hoạt đắt đỏ nhất.

## Địa lý
Copenhagen nằm trên 3 đảo là Amager, Slotsholmen và phần phía đông đảo Zealand. Một loạt cầu và đường hầm nối liền các phần của thành phố trên 3 đảo này.

### Khí hậu
| Dữ liệu khí hậu của Copenhagen (1971–2000)       | Dữ liệu khí hậu của Copenhagen (1971–2000) | Dữ liệu khí hậu của Copenhagen (1971–2000) | Dữ liệu khí hậu của Copenhagen (1971–2000) | Dữ liệu khí hậu của Copenhagen (1971–2000) | Dữ liệu khí hậu của Copenhagen (1971–2000) | Dữ liệu khí hậu của Copenhagen (1971–2000) | Dữ liệu khí hậu của Copenhagen (1971–2000) | Dữ liệu khí hậu của Copenhagen (1971–2000) | Dữ liệu khí hậu của Copenhagen (1971–2000) | Dữ liệu khí hậu của Copenhagen (1971–2000) | Dữ liệu khí hậu của Copenhagen (1971–2000) | Dữ liệu khí hậu của Copenhagen (1971–2000) | Dữ liệu khí hậu của Copenhagen (1971–2000) |
| Tháng                                            | 1                                          | 2                                          | 3                                          | 4                                          | 5                                          | 6                                          | 7                                          | 8                                          | 9                                          | 10                                         | 11                                         | 12                                         | Năm                                        |
| ------------------------------------------------ | ------------------------------------------ | ------------------------------------------ | ------------------------------------------ | ------------------------------------------ | ------------------------------------------ | ------------------------------------------ | ------------------------------------------ | ------------------------------------------ | ------------------------------------------ | ------------------------------------------ | ------------------------------------------ | ------------------------------------------ | ------------------------------------------ |
| Cao kỉ lục °C (°F)                               | 10.4 (50.7)                                | 12.8 (55.0)                                | 15.9 (60.6)                                | 25.7 (78.3)                                | 26.4 (79.5)                                | 30.2 (86.4)                                | 31.2 (88.2)                                | 31.1 (88.0)                                | 26.2 (79.2)                                | 20.7 (69.3)                                | 14.7 (58.5)                                | 12.4 (54.3)                                | 31.2 (88.2)                                |
| Trung bình ngày tối đa °C (°F)                   | 2.5 (36.5)                                 | 2.8 (37.0)                                 | 5.5 (41.9)                                 | 10.2 (50.4)                                | 15.5 (59.9)                                | 19.1 (66.4)                                | 21.2 (70.2)                                | 21.0 (69.8)                                | 16.7 (62.1)                                | 11.9 (53.4)                                | 6.9 (44.4)                                 | 4.1 (39.4)                                 | 11.4 (52.5)                                |
| Trung bình ngày °C (°F)                          | 0.6 (33.1)                                 | 0.5 (32.9)                                 | 2.5 (36.5)                                 | 6.1 (43.0)                                 | 11.1 (52.0)                                | 14.8 (58.6)                                | 16.9 (62.4)                                | 16.7 (62.1)                                | 13.1 (55.6)                                | 9.1 (48.4)                                 | 4.9 (40.8)                                 | 2.1 (35.8)                                 | 8.2 (46.8)                                 |
| Tối thiểu trung bình ngày °C (°F)                | −1.7 (28.9)                                | −1.9 (28.6)                                | −0.4 (31.3)                                | 2.4 (36.3)                                 | 7.0 (44.6)                                 | 10.8 (51.4)                                | 12.9 (55.2)                                | 12.6 (54.7)                                | 9.7 (49.5)                                 | 6.1 (43.0)                                 | 2.4 (36.3)                                 | −0.2 (31.6)                                | 5.0 (41.0)                                 |
| Thấp kỉ lục °C (°F)                              | −17.8 (0.0)                                | −16.2 (2.8)                                | −13.9 (7.0)                                | −5.2 (22.6)                                | −2.0 (28.4)                                | 3.4 (38.1)                                 | 6.0 (42.8)                                 | 5.2 (41.4)                                 | 0.9 (33.6)                                 | −4.1 (24.6)                                | −9.5 (14.9)                                | −15.9 (3.4)                                | −17.8 (0.0)                                |
| Lượng Giáng thủy trung bình mm (inches)          | 37.3 (1.47)                                | 22.7 (0.89)                                | 35.0 (1.38)                                | 32.5 (1.28)                                | 40.5 (1.59)                                | 50.0 (1.97)                                | 51.4 (2.02)                                | 50.1 (1.97)                                | 58.9 (2.32)                                | 50.2 (1.98)                                | 48.0 (1.89)                                | 46.0 (1.81)                                | 522.6 (20.57)                              |
| Số ngày giáng thủy trung bình (≥ 0.1 mm)         | 14.9                                       | 11.4                                       | 13.5                                       | 11.5                                       | 10.8                                       | 12.0                                       | 12.4                                       | 12.0                                       | 13.6                                       | 14.5                                       | 15.4                                       | 15.4                                       | 157.4                                      |
| Số ngày tuyết rơi trung bình                     | 5.9                                        | 4.4                                        | 4.1                                        | 1.3                                        | 0.0                                        | 0.0                                        | 0.0                                        | 0.0                                        | 0.0                                        | 0.2                                        | 1.7                                        | 3.9                                        | 21.4                                       |
| Độ ẩm tương đối trung bình (%)                   | 86                                         | 84                                         | 82                                         | 76                                         | 72                                         | 72                                         | 73                                         | 75                                         | 78                                         | 83                                         | 84                                         | 85                                         | 79                                         |
| Số giờ nắng trung bình tháng                     | 46                                         | 65                                         | 117                                        | 188                                        | 262                                        | 247                                        | 260                                        | 241                                        | 154                                        | 103                                        | 58                                         | 38                                         | 1.780                                      |
| Nguồn: Viện khí tượng Đan Mạch (độ ẩm 1961–1990) |                                            |                                            |                                            |                                            |                                            |                                            |                                            |                                            |                                            |                                            |                                            |                                            |                                            |

## Hành chính

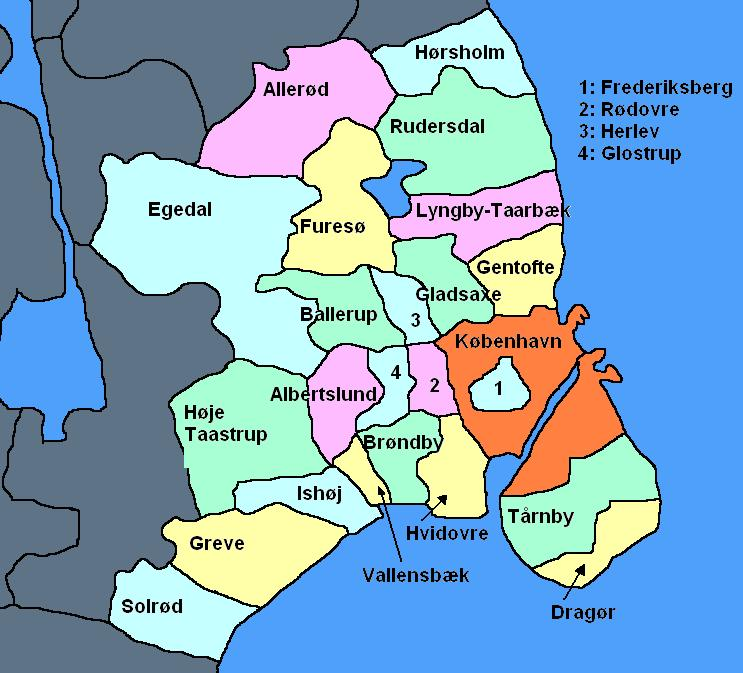
Các khu vực hành chính ở Copenhagen

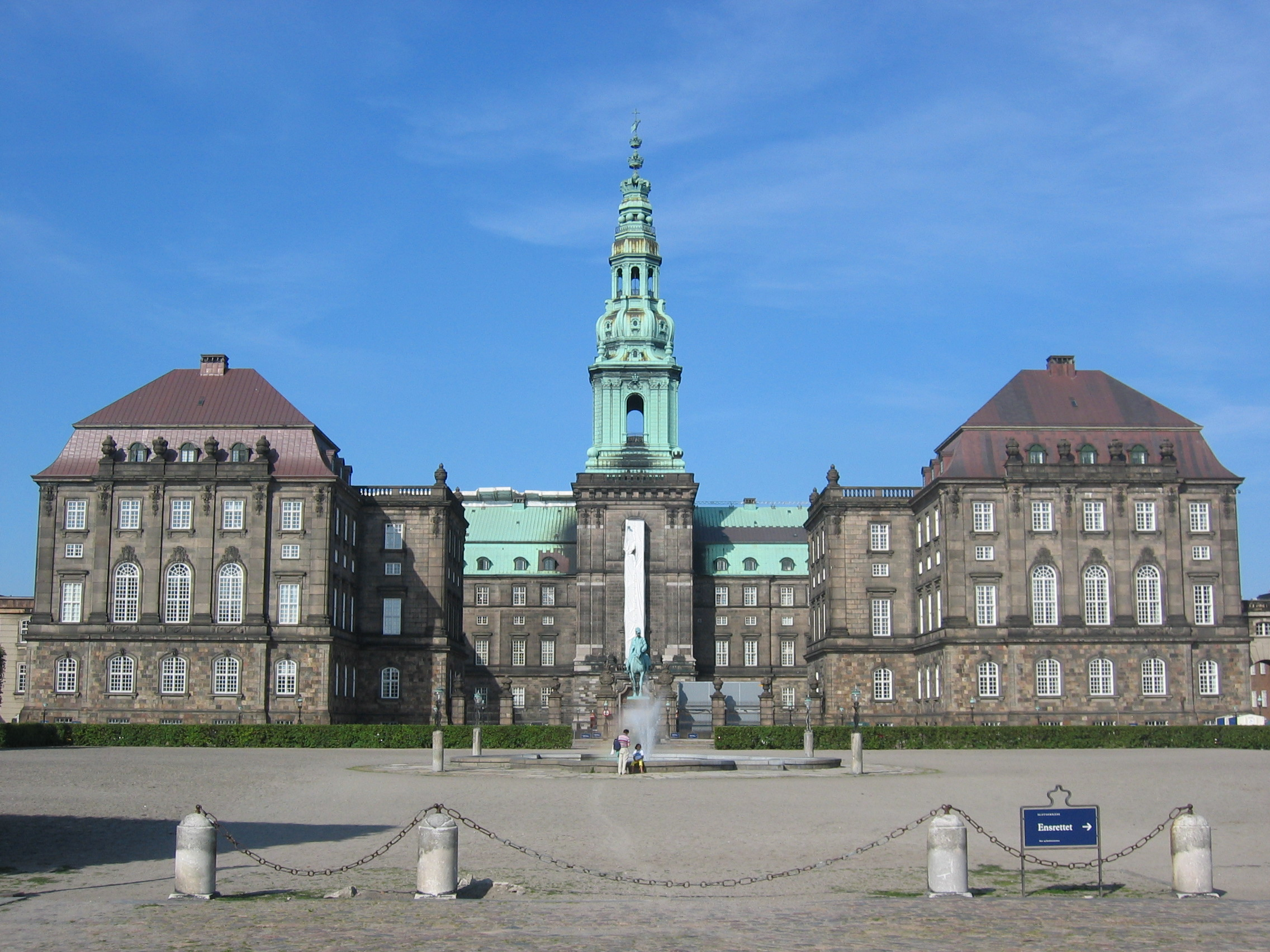
Lâu đài Christiansborg

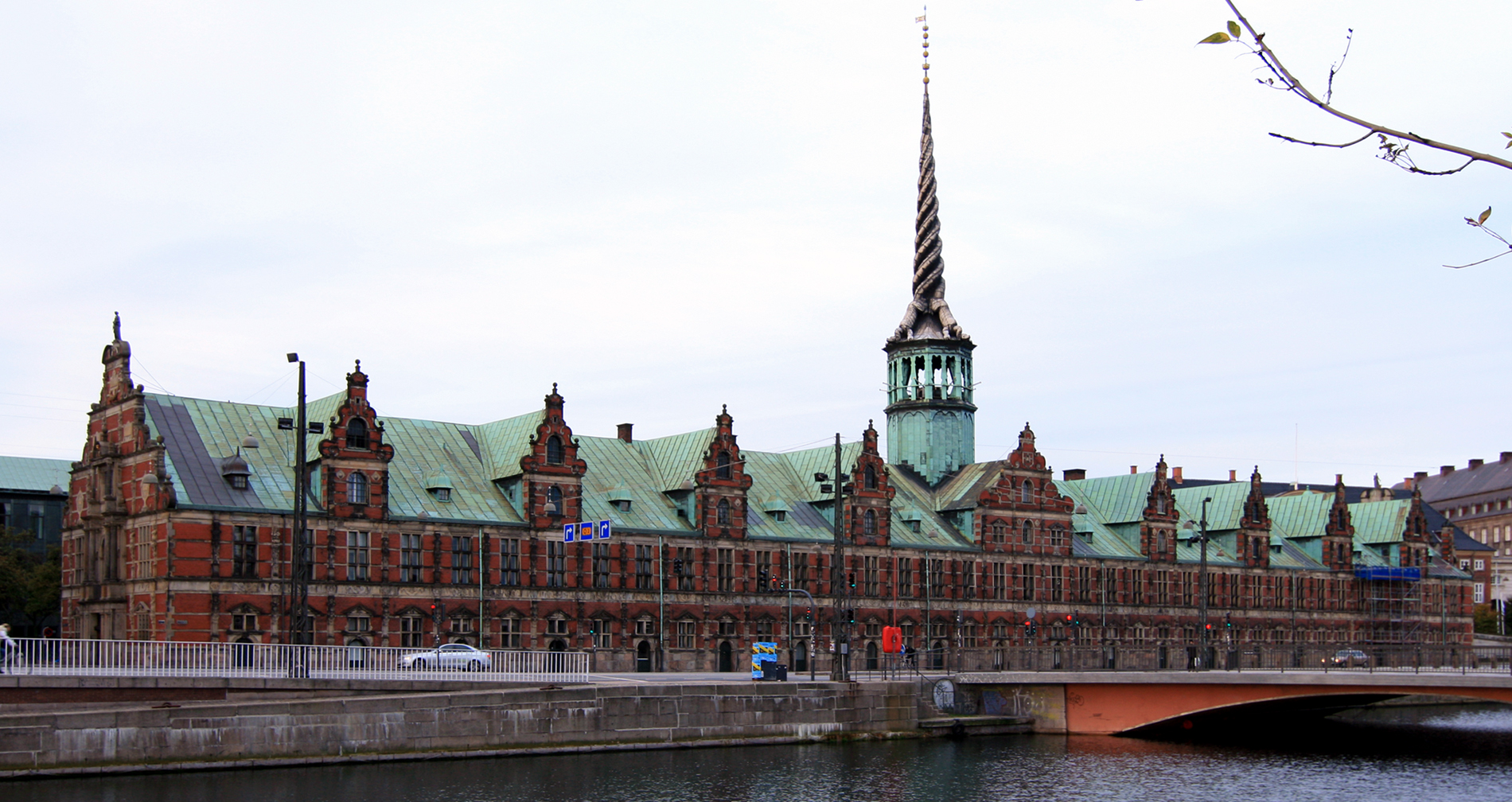
Børsen Nhà giao dịch chứng khoán

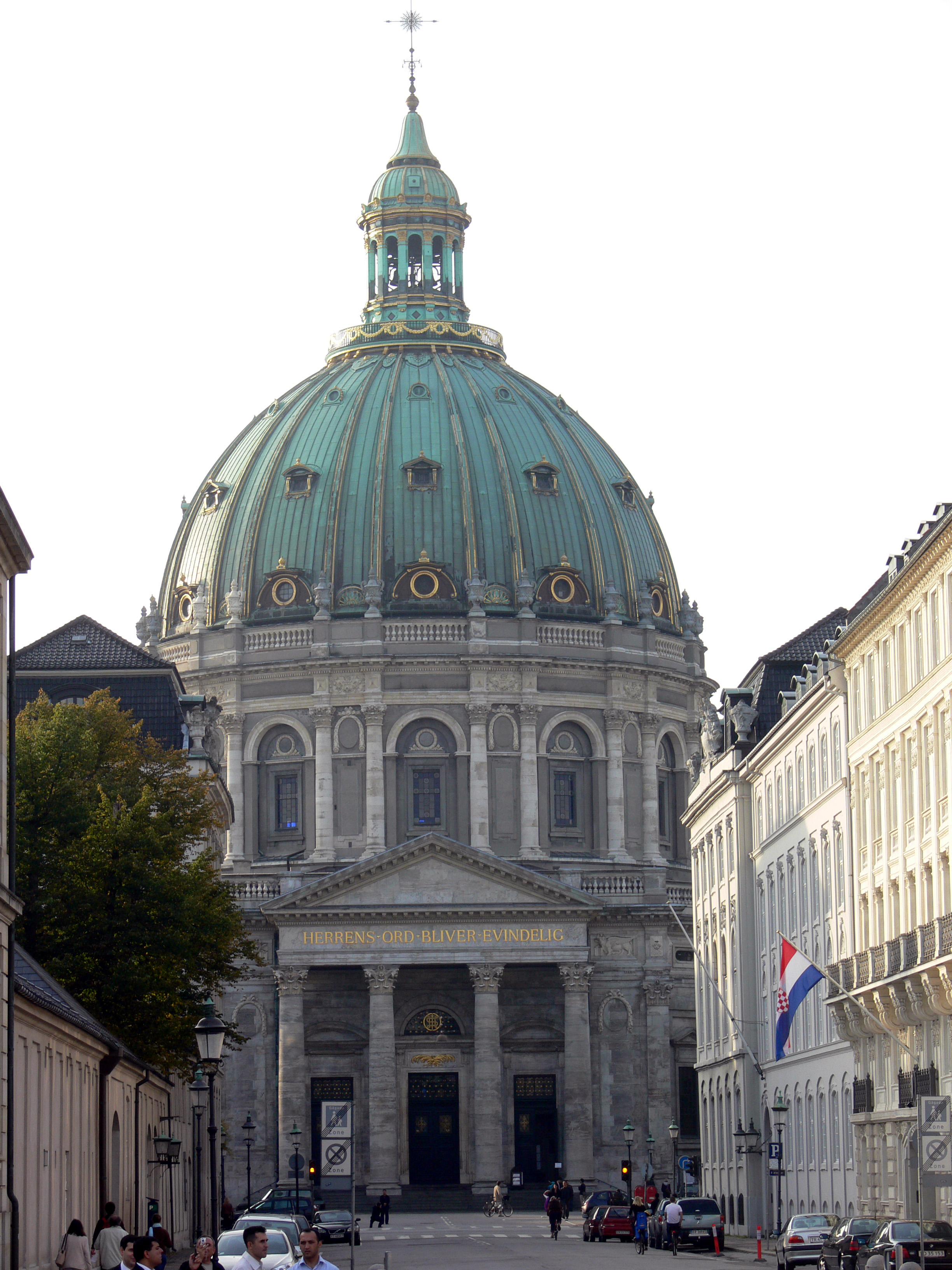
Nhà thờ đá hoa

Khu vực Copenhagen trực thuộc 2 vùng hành chính là Vùng Thủ đô và Vùng Zealand và gồm có các thị xã hành chính sau: 
- Thị xã Copenhagen
- Thị xã Frederiksberg
- Thị xã Albertslund
- Thị xã Brøndby
- Thị xã Gentofte
- Thị xã Gladsaxe
- Thị xã Glostrup
- Thị xã Herlev
- Thị xã Hvidovre
- Thị xã Lyngby-Taarbæk
- Thị xã Rødovre
- Thị xã Tårnby
- Thị xã Vallensbæk

và là một phần của các thị xã sau:
- Thị xã Ballerup
- Thị xã Rudersdal
- Thị xã Furesø
- Thị xã Ishøj
- Thị xã Greve

Thị xã Copenhagen là thị xã đông dân nhất với khoảng 500.000 dân (gần nửa dân số của Copenhagen). Các thị xã lớn khác như Thị xã Frederiksberg (93.000), Gentofte (69.000) và Gladsaxe (62.500), còn các thị xã nhỏ như Vallensbæk có 12.000. Về diện tích, thị xã Copehagen cũng lớn nhất với 88 km², Lyngby-Taarbæk (39 km²), trong khi các thị xã nhỏ như Frederiksberg có 9 km².
Thị xã Frederiksberg là nơi có mật độ dân số lớn nhất Đan Mạch với 10.600 dân/km².
Cơ quan cao nhất của thị xã là Hội đồng thành phố Copenhagen, gọi là Borgerrepræsentationen (Ban đại diện nhân dân) gồm 55 thành viên, do dân bầu trực tiếp mỗi 4 năm 1 lần. Cuộc bầu cử lần chót diễn ra trong tháng 11/2005 với số đại biểu thuộc các đảng sau:
- Dân chủ xã hội (A): 21 đại biểu
- Venstre (đảng Tả) (V): 8 đại biểu
- Đảng Nhân dân xã hội (F): 7 đại biểu
- Đảng Tả cấp tiến (B): 7 đại biểu
- Danh sách thống nhất (Ø): 6 đại biểu
- Đảng nhân dân bảo thủ (C): 3 đại biểu
- Đảng Nhân dân Đan Mạch (O): 3 đại biểu[14]

Hội đồng thành phố này có các tiểu ban sau:
- Tiểu ban Kinh tế - dưới quyền đô trưởng Ritt Bjerregaard (A)
- Tiểu ban Văn hóa & giải trí - dưới quyền trưởng ban Pia Allerslev (V)
- Tiểu ban Nhi đồng và Thanh thiếu niên - dưới quyền trưởng ban Bo Asmus Kjeldgaard (F)
- Tiểu ban Y tế và Chăm sóc dân - dưới quyền trưởng ban Mogens Lønborg (C)
- Tiểu ban Xã hội - dưới quyền trưởng ban Mikkel Warming (Ø)
- Tiểu ban Kỹ thuật & Môi trường - dưới quyền trưởng ban Klaus Bondam (B)
- Tiểu ban Việc làm & Hội nhập - dưới quyền trưởng ban Jakob Hougaard (A)[15]

## Dân số

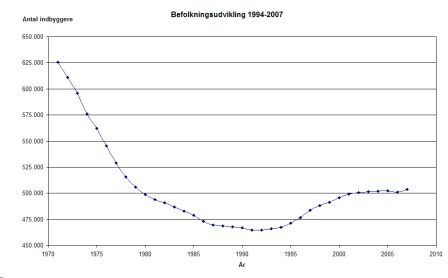
Biểu đồ phát triển dân số của thị xã Copenhagen.

Bên phải là Biểu đồ phát triển dân số của riêng Thị xã Copenhagen, trong tính các thị xã ngoại ô
Bên dưới là Bảng kê dân số từ thời xưa:
| Năm  | Ngày tháng | Dân số         |
| ---- | ---------- | -------------- |
| 1450 |            | khoảng 4-5.000 |
| 1500 |            | khoảng 10.000  |
| 1650 |            | khoảng 30.000  |
| 1700 |            | khoảng 65.000  |
| 1769 | 15.1.      | 80.000         |
| 1787 | 1.7.       | 90.032         |
| 1801 | 1.2.       | 100.975        |
| 1840 | 1.2.       | 120.819        |
| 1850 | 1.2.       | 129.695        |
| 1860 | 1.2.       | 155.143        |
| 1870 | 1.2.       | 181.291        |
| 1880 | 1.2.       | 234.850        |
| 1890 | 1.2.       | 312.859        |

| Năm  | Ngày tháng | Dân số  |
| ---- | ---------- | ------- |
| 1901 | 1.2.       | 360.787 |
| 1901 | 1.2.       | 400.575 |
| 1910 |            | 453.576 |
| 1911 | 1.2.       | 462.161 |
| 1920 |            | 556.944 |
| 1921 | 1.2.       | 561.344 |
| 1930 |            | 608.649 |
| 1930 | 5.11.      | 617.069 |
| 1940 | 5.11.      | 700.465 |
| 1950 | 7.11.      | 768.105 |
| 1960 | 26.9.      | 721.381 |
| 1970 | 9.11.      | 622.773 |

## Du lịch & Văn hóa

### Các thắng cảnh

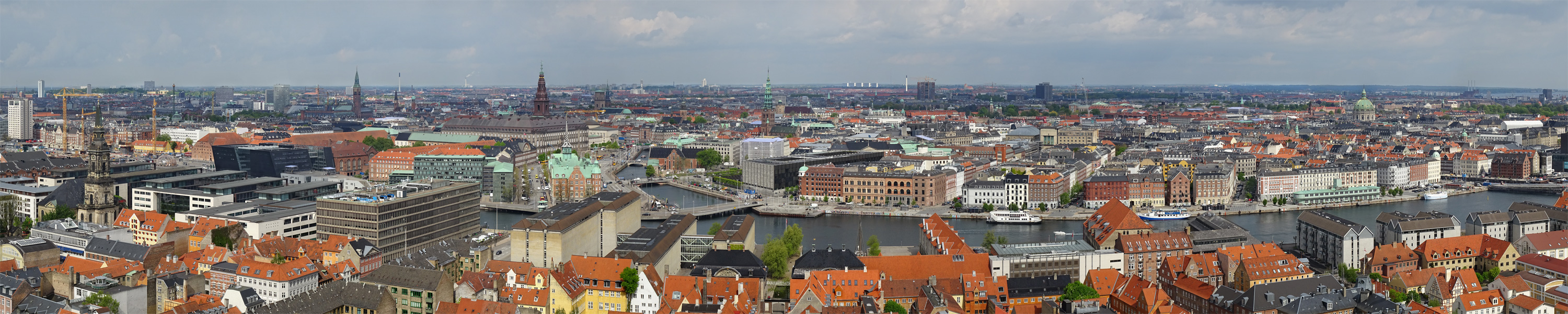
Panorama thành phố Copenhagen.

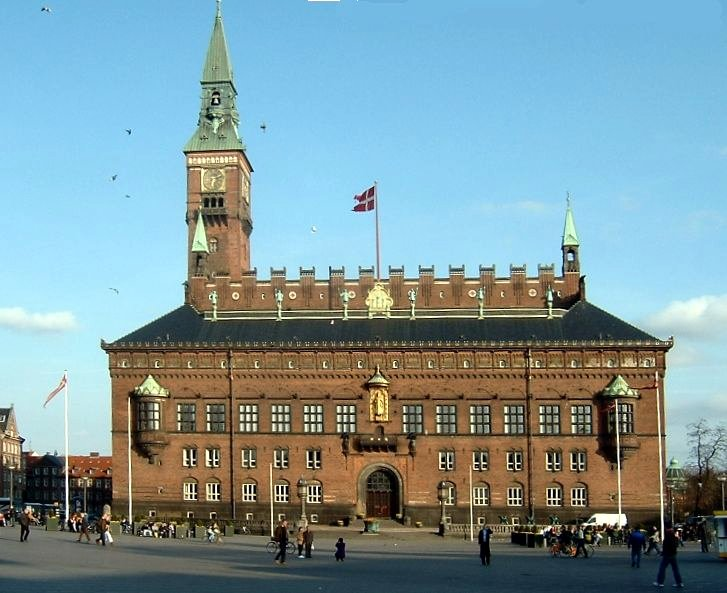
Toà đô chính Copenhagen.

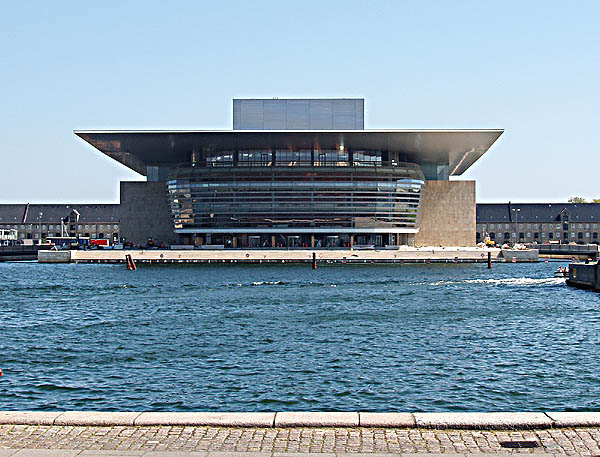
Nhà hát Opera mới

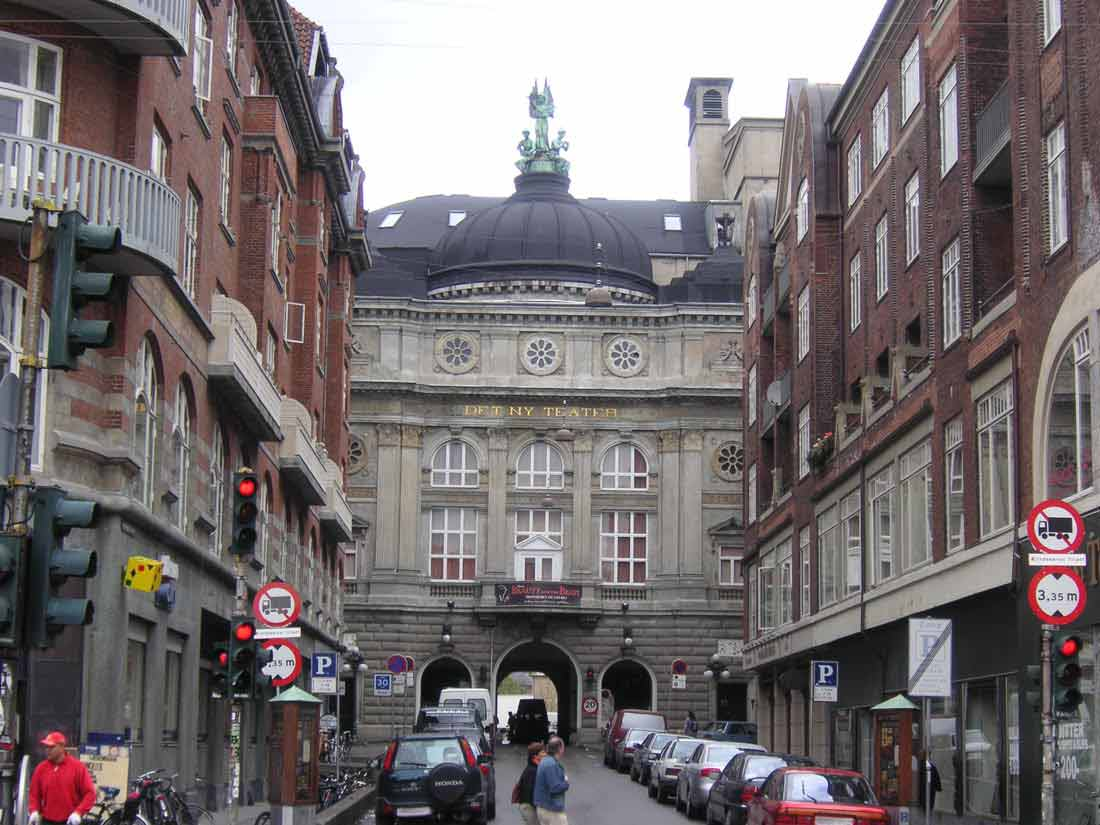
Nhà hát thành phố, nhìn từ Quảng trường Vesterbro

- Tượng người cá (Den lille Havfrue), ở Langelinie, do Edvard Eriksen thiết kế theo yêu cầu của chủ hãng bia Carl Jacobsen, được khánh thành ngày 23.8.1913. Tượng thể hiện người cá Havfruen trong truyện thần tiên của Hans Christian Andersen, dựa theo khuôn mặt của nữ diễn viên Ellen Price và thân người dựa theo Eline, vợ của Edward Eriksen.
- Công viên giải trí Tivoli, nằm giữa Quảng trường Tòa đô chính và Nhà ga xe lửa Copenhagen. Công viên được Georg Carstensen khai trương năm 1843, hồi đó nằm ngoài các bờ lũy, trong khu vực chưa có nhà cửa.   (den ældste er Dyrehavsbakken)
- Tháp tròn (Rundetårn), nguyên là đài quan sát thiên văn
- Børsen (Khu giao dịch chứng khoán)
- Nyboder
- Christianshavn (khu thành phố mới)
- Lâu đài Rosenborg
- Amalienborg (dinh nữ hoàng)
- Marmorkirken (Nhà thờ bằng đá hoa)
- Fristaden Christiania
- Thư viện hoàng gia (được gọi là Viên Kim cương đen)
- Nhà hát thành phố (mới)

| - Amalienborg - Assistens Kirkegård - Christiania - Den lille havfrue (Tượng người cá) - Experimentarium - Fælledparken | - Kastellet - Københavns Havn (Cảng Copenhagen) - Københavns Zoo (Vườn thú Copenhagen) - Langelinie - Nyboder | - Operaen (Nhà hát Opera) - Rosenborg Slot (lâu đài Rosenborg) - Rundetårn (Tháp tròn) - Tivoli (Công viên giải trí Tivoli) - Tycho Brahe Planetarium (Mô hình vũ trụ Tycho Brahe) |

### Các nhà hát & Nhà hát Opera
| - Aveny-T - Betty Nansen Teatret - Café Teatret - Folketeatret - Husets Teater - Det Kongelige Teater | - Det Ny Teater - Nørrebros Teater - Rialto Teatret - Teatret ved Sorte Hest - Østre Gasværk Teater |

### Các nhà bảo tàng
| - Arbejdermuseet - Bakkehusmuseet - Cisternerne - Dansk Skolemuseum - Frihedsmuseet - Geologisk Museum - Den Hirschsprungske Samling | - Kunstindustrimuseet - Københavns Bymuseum - Louis Tussaud's Wax Museum - Museum Erotica - Nationalmuseet - Ny Carlsberg Glyptotek - Politihistorisk Museum | - Post & Tele Museum - Det Danske Revymuseum - Rosenborg slot - Statens Museum for Kunst - Storm P Museet - Thorvaldsens Museum - Zoologisk Museum |

### Thể thao
- Câu lạc bộ bóng đá FC København, chơi ở giải Siêu hạng Đan Mạch.
- Câu lạc bộ bóng đá Brøndby IF, chơi ở giải Siêu hạng Đan Mạch.
- Một số đội bóng hạng 1 và hạng 2 như AB, B.93, Brønshøj, Frem, Fremad Amager, HIK và Skjold.
- Đội bóng ném nam FCK Håndbold, chơi ở giải hạng nhất nam.
- Đội bóng ném nữ Copenhagen, chơi ở giải hạng nhất nữ.
- Các đội bóng ném Ajax Heroes, Ydun và HIK, chơi ở giải hạng 2.
- Từ 1988 tới 2003, giải quần vợt Copenhagen Open (ATP) được tổ chức hàng năm ở KB-Hallen tại Frederiksberg
- Giải Copenhagen Athletics Games từ 2005-2007
- Các câu lạc bộ chèo thuyền DSR và Kvik, hàng năm đêu tham dự cuộc đua "svanemøllematch"[16], từ năm 1895
- Các câu lạc bộ đua thuyền khác như Københavns Roklub, SAS, Amager Ro- og Kajakklub và Bagsværd Roklub.[17]

Ở Thị xã Copenhagen, người ta đang lập kế hoạch biến thành phố thành nơi tổ chức các sự kiện thể thao quốc tế., trong đó có việc xin tổ chức Thế vận hội mùa hè 2020. Ngoài ra Copenhagen cũng là chủ nhà của giải World Outgames 2009, giải thể thao quốc tế cho các người đồng tính luyến ái.

## Giáo dục & Đào tạo
Thành phố có cá trường đào tạo sau đây:
- Đại học Copenhagen
- Copenhagen Business School (CBS)
- Đại học Công nghệ thông tin Copenhagen
- Kunstakademiets Arkitektskole (Trường Kiến trúc)
- Danmarks Designskole (Trường thiết kế mẫu)
- Det Kgl. Danske Musikkonservatorium (DKDM) (Nhạc viện hoàng gia Đan Mạch)
- Den pædagogiske professionshøjskole i Region Hovedstaden (Trường Cao đẳng chuyên môn sư phạm)[20]
- Den flerfaglige professionshøjskole i Region Hovedstaden (Trường Cao đẳng chuyên môn đa ngành)[20]
- Danmarks Biblioteksskole

## Kinh tế
Năm 2008, thu nhập bình quân của dân Copenhagen là một trong số thu nhập cao nhất thế giới (hạng thứ 6). Đồng thời Copenhagen cũng là thành phố có giá sinh hoạt vào hạng cao trên thế giới
Copenhagen cũng là nơi đặt trụ sở chính của các công ty, xí nghiệp lớn như Ngân hàng quốc gia, Danske Bank, Phòng giao dịch chứng khoán, công ty dược phẩm Novo Nordisk, các hãng Lundbeck, Ferring, Tập đoàn A. P. Møller-Mærsk, Torm, D/S Norden, J. Lauritzen, Carlsberg, ISS, Falck-Securitas, Skandinavisk Tobakskompagni vv...

## Các nhà cao tầng

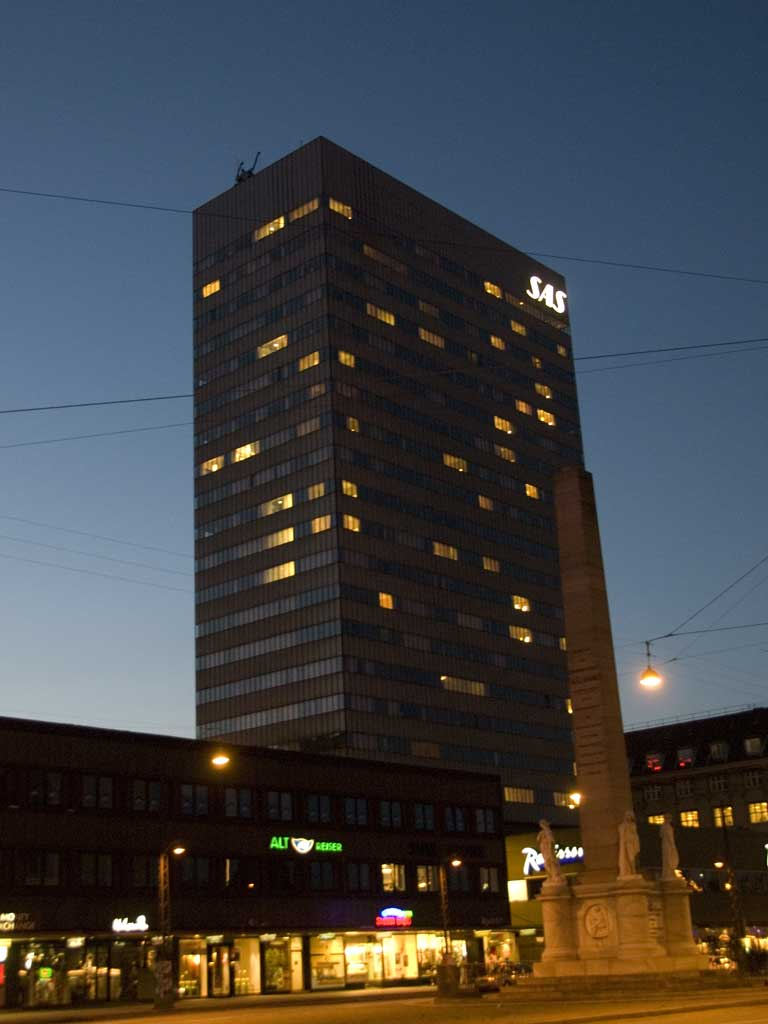
Radisson SAS Royal Hotel đối diện với Công viên giải trí Tivoli.

| Số | Nhà                            | Xây dựng              | Khu vực thành phố   | Chiều cao | Tầng lầu |
| -- | ------------------------------ | --------------------- | ------------------- | --------- | -------- |
| 1  | Domus Vista                    | 1969                  | Frederiksberg       | 102 m     | 30       |
| 2  | Văn phòng chính hãng Carlsberg | 1961                  | Kbh./Valby          | 88 m      | 22       |
| 3  | Radisson SAS Scandinavia Hotel | 1973                  | Kbh./Vestamager     | 86 m      | 26       |
| 4  | Ferring                        | 2002                  | Kbh./Vestamager     | 81 m      | 20       |
| 5  | Radisson SAS Royal             | 1960                  | Kbh./Indre by       | 70 m      | 22       |
| 5  | Kongens Bryghus                | 1957 (omb. 1997)      | Kbh./Vesterbro      | 70 m      | 21       |
| 5  | Bệnh viện Vương quốc           | 1970                  | Kbh./Indre Østerbro | 70 m      | 17       |
| 8  | Codanhus                       | 1967                  | Frederiksberg       | 66 m      | 21       |
| 9  | Scandic Copenhagen City        | 1971                  | Kbh./Indre by       | 62 m      | 19       |
| 9  | Kobbertårnet                   | 2004                  | Kbh./Indre Østerbro | 62 m      | 16       |
| 11 | Radisson SAS Falconer          | 1958                  | Frederiksberg       | 57 m      | 16       |
| 12 | Danhostel Copenhagen City      | 1955                  | Kbh./Indre by       | 56 m      | 18       |
| 12 | Wennberg-siloen                | 1960'erne (omb. 2004) | Kbh./Vestamager     | 56 m      | 16       |
| 14 | Domus Portus                   | 1961                  | Kbh./Indre Østerbro | 55 m      | 17       |

## Các cư dân nổi tiếng
| - Herman Bang, nhà văn & nhà báo - Niels Bohr, nhà vật lý đoạt giải Nobel - Aage Niels Bohr, nhà vật lý đoạt giải Nobel (con của Niels Bohr) - Georg Brandes, nhà phê bình văn học - Helena Christensen, siêu người mẫu - Tove Ditlevsen, nhà văn - Carl Theodor Dreyer, đạo diễn điện ảnh - Iben Hjejle, diễn viên - Peter Høeg, nhà văn - Arne Jacobsen, nhà thiết kế mẫu - J. C. Jacobsen, người sáng lập hãng bia Carlsberg | - Robert Jacobsen nghệ sĩ - Søren Kierkegaard, triết gia - Michael Laudrup, cầu thủ bóng đá nổi tiếng & huấn luyện viên - Bjørn Lomborg, nhà thống kê, tác giả The Skeptical Environmentalist - Lauritz Melchior, ca sĩ opera - Mads Mikkelsen, diễn viên - Peter Schmeichel, cầu thủ bóng đá - Lars von Trier, đạo diễn điện ảnh - Dan Turèll, nhà văn - Jørn Utzon, kiến trúc sư, tác giả đồ án Sydney Opera House |

## Thành phố kết nghĩa
- Paris, Pháp
- Reykjavík, Iceland
- Praha, Cộng hòa Séc
- San Francisco de Campeche, México

## Hình ảnh

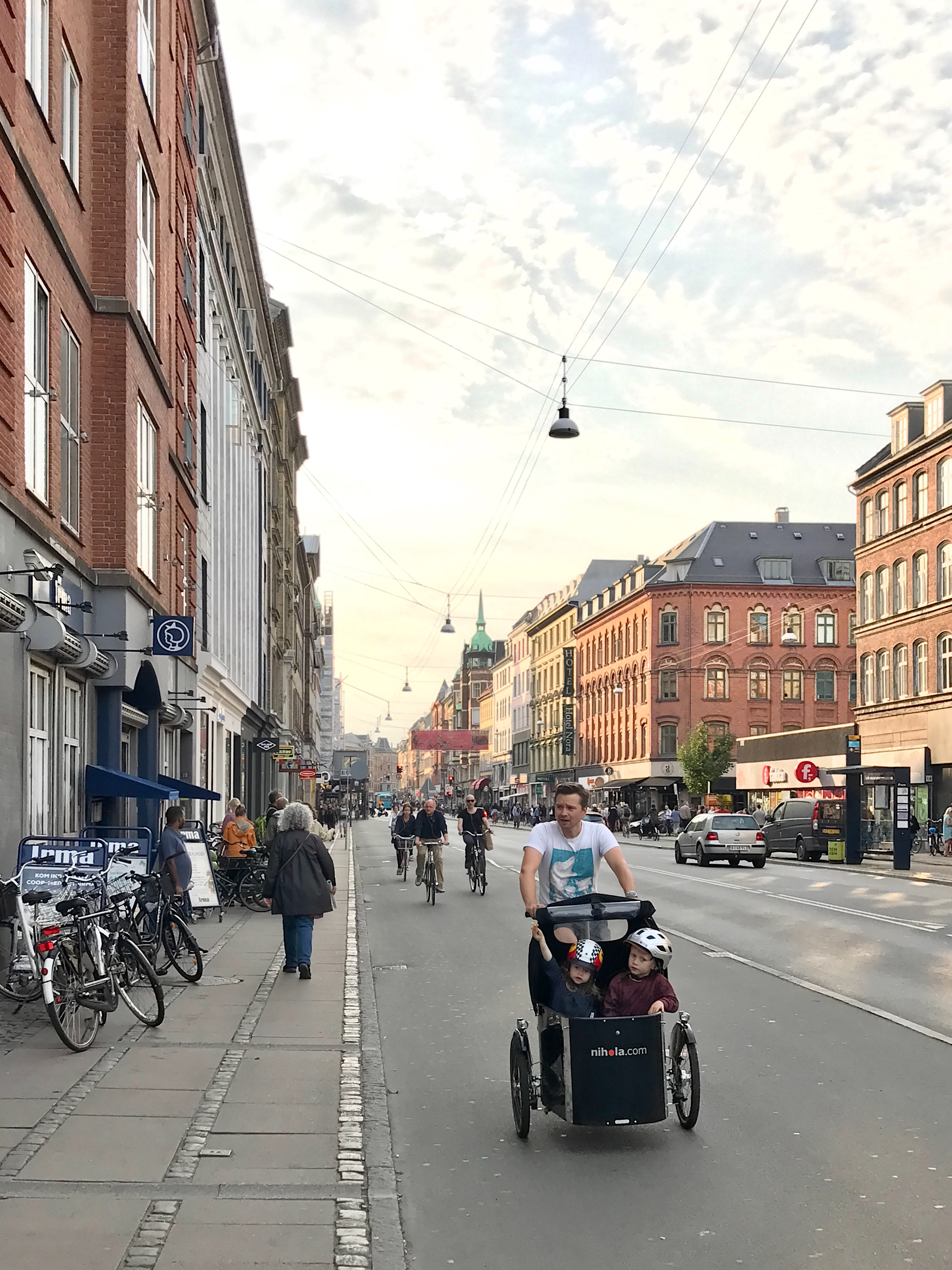
Một con đường tại khu Nørrebro, Copenhagen
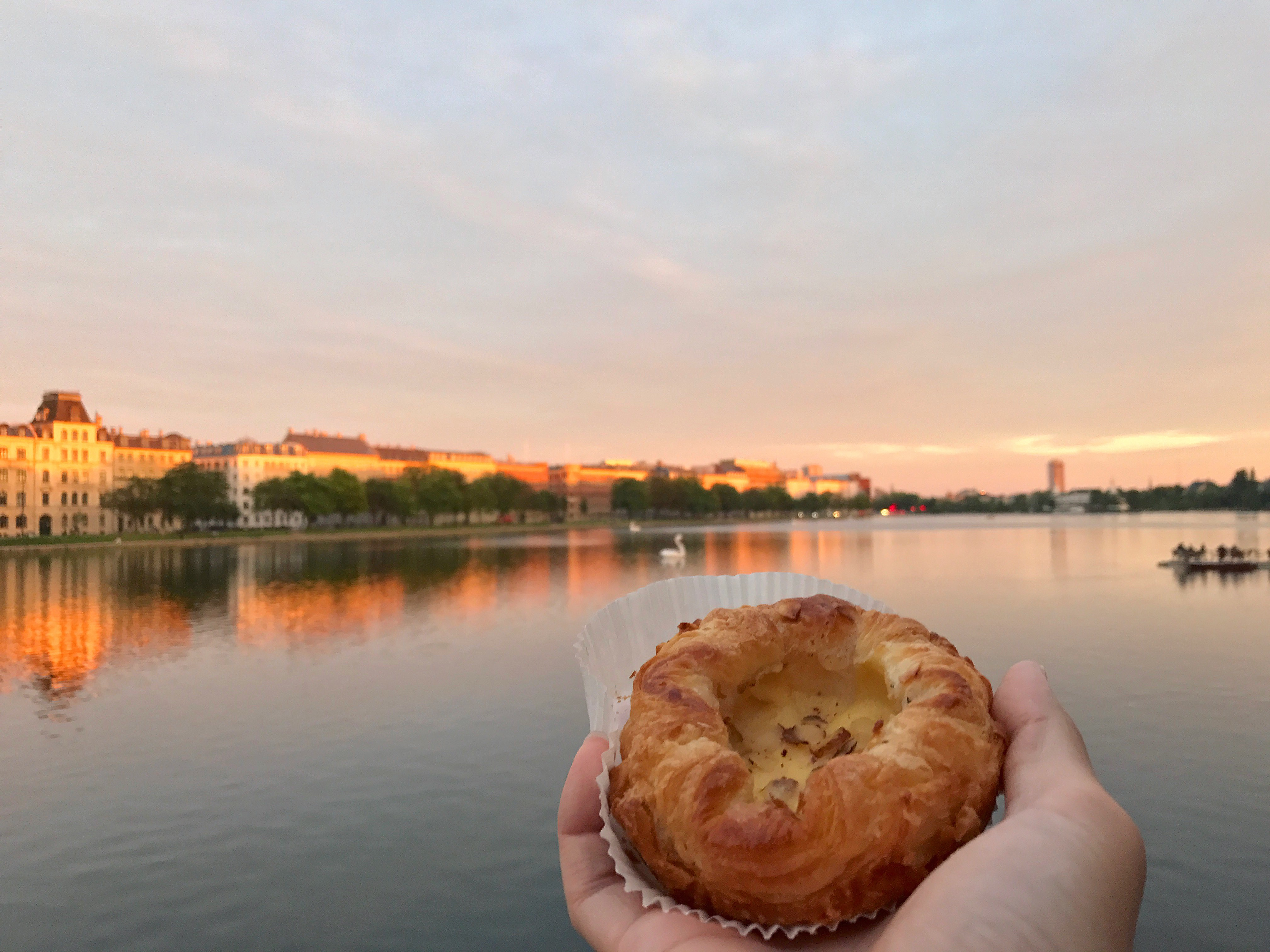
Khu vực hồ Søerne và bánh wienerbrød đặc trưng của Đan Mạch